# 大芬社区
大芬社区，是中华人民共和国广东省深圳市龙岗区布吉街道下辖的一个社区级行政单位

## 行政区划
大芬社区为混合式社区，下辖有多个城中村和花园社区：
大芬新村、桔子坑、电联大厦、倚龙华庭、中翠花园、盈翠家园、怡芬花园、星都豪庭、大芬油画村，桂芳园七、八期等。